# غشائية مرهفة
غشائية مرهفة (بالإنجليزية: Hymenobacter fastidiosus)‏ هي نوع من البكتيريا، سلبية الغرام، تتبع الغشائية.